# Центральна долина (Каліфорнія)

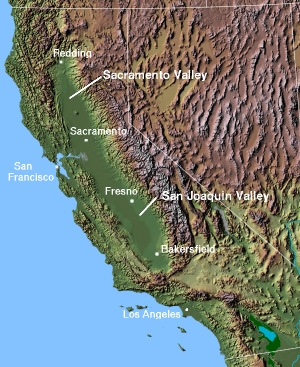
Каліфорнійська Центральна долина

Центральна долина — велика, плоска долина, яка займає всю над центральну частину американського штату Каліфорнія. Тут зосереджена більша частина сільського господарства штату. Каліфорнійська Центральна долина тягнеться з півдня на північ приблизно на 600 км, її північна половина звичайно називається долиною Сакраменто, а південна — долиною Сан-Хоакін. Ці дві половини зв'язані спільною дельтою річок Сакраменто і Сан-Хоакін, великою територією зв'язаних каналів, струмків, трясовин, боліт і торф'яних островів.